# 红山红军烈士碑
红山红军烈士碑，位于中国广东省韶关市仁化县红山区新白乡白石洞村南古山边，为仁化县的一个县级文物保护单位，类型为近现代重要史迹及代表性建筑，公布时间为1989年6月3日。
红军烈士碑的历史年代为大革命时期（1934）。